# 23 février aux Jeux olympiques de 2006
Le jeudi 23 février aux Jeux olympiques d'hiver de 2006 est le treizième jour de compétition.

## Programme
- 11h00 : Snowboard (F) : Slalom géant parallèle (qualifications)
- 11h40 : Snowboard (F) : Slalom géant parallèle (éliminatoires)
- 12h00 : Biathlon (F) : Relais 4 × 6 km
- 13h00 : Curling (F) : (finale 3e/4e place) ;  Norvège 5-11  Canada
- 14h00 : Snowboard (F) : Slalom géant parallèle (huitièmes de finale)
- 14h35 : Snowboard (F) : Slalom géant parallèle (quarts de finale)
- 14h55 : Snowboard (F) : Slalom géant parallèle (demi-finales)
- 15h15 : Snowboard (F) : Slalom géant parallèle (finale)
- 17h30 : Curling (F) : (finale 1e/2e place) ;  Suède 7-6  Suisse
- 18h45 : Ski acrobatique (H) : Saut (finale)
- 19h00 : Patinage artistique (F) : femmes (libre)

(H) : Hommes ; (F) : Femmes ; (M) : Mixte
L'heure utilisée est l'heure de Turin : UTC+01 heure ; la même utilisée à Bruxelles, Genève et Paris.

## Finales

### Biathlon - Relais 4 × 6 km F
| Place | Nation      | Athlètes                                                                | Pénalités (Tours+Pioches) | Temps             |
| ----- | ----------- | ----------------------------------------------------------------------- | ------------------------- | ----------------- |
| 1er   | Russie      | Anna Bogali Svetlana Ishmouratova Olga Zaïtseva Albina Akhatova         | 0+2                       | 1 h 16 min 12 s 5 |
| 2e    | Allemagne   | Martina Glagow Andrea Henkel Katrin Apel Kati Wilhelm                   | 1+8                       | 1 h 17 min 03 s 2 |
| 3e    | France      | Delphyne Peretto Florence Baverel-Robert Sylvie Becaert Sandrine Bailly | 0+8                       | 1 h 18 min 38 s 7 |
| 4e    | Biélorussie | Ekaterina Ivanova Olga Nazarova Ludmilla Ananko Olena Zubrilova         | 0+8                       | 1 h 19 min 19 s 6 |
| 5e    | Norvège     | Tora Berger Liv Grete Poirée Gunn Margit Andreassen Linda Tjörhom       | 1+13                      | 1 h 19 min 34 s 4 |
| 6e    | Slovénie    | Teja Gregorin Andreja Mali Dijana Grudicek Tadeja Brankovic             | 1+11                      | 1 h 19 min 55 s 7 |
| 7e    | Pologne     | Krystyna Palka Magdalena Gwizdon Katarzyna Ponikwia Magdalena Grzywa    | 0+8                       | 1 h 20 min 29 s 3 |
| 8e    | Bulgarie    | Pavlina Filipova Radka Popova Irina Nikoultchina Ekaterina Dafovska     | 3+14                      | 1 h 20 min 38 s 7 |

### Snowboard - Slalom géant parallèle F
| Place | Nation     | Athlète               |
| ----- | ---------- | --------------------- |
| 1er   | Suisse     | Daniela Meuli         |
| 2e    | Allemagne  | Amelie Kober          |
| 3e    | États-Unis | Rosey Fletcher        |
| 4e    | Autriche   | Doris Günther         |
| 5e    | Russie     | Ekaterina Tudegesheva |
| 6e    | France     | Julie Pomagalski      |
| 7e    | Suisse     | Ursula Bruhin         |
| 8e    | Russie     | Svetlana Boldikova    |

### Curling - Femmes
| Place | Nation      | Athlètes                                                                         |
| ----- | ----------- | -------------------------------------------------------------------------------- |
| 1er   | Suède       | Anette Norberg Eva Lund Cathrine Lindahl Anna Svaerd Ulrika Bergman              |
| 2e    | Suisse      | Mirjam Ott Binia Beeli Valeria Spaelty Michele Moser Manuela Kormann             |
| 3e    | Canada      | Shannon Kleibrink Amy Nixon Glenys Bakker Christine Keshen Sandra Jenkins        |
| 4e    | Norvège     | Dordi Nordby Marianne Haslum Marianne Rörvik Camilla Holth Charlotte Horving     |
| 5e    | Royaume-Uni | Rhona Martin Jackie Lockhart Kelly Wood Lynn Cameron Debbie Knox                 |
| -     | Russie      | Ludmila Privivkova Olga Jarkova Nkeirouka Ezekh Yana Nekrasova Ekaterina Galkina |
| 7e    | Japon       | Ayumi Onodera Yumie Hayashi (ja) Mari Motohashi Moe Meguro Sakurako Tereda       |
| 8e    | États-Unis  | Cassie Johnson Jamie Johnson Jessica Schultz Maureen Brunt Courtney George       |
| -     | Danemark    | Dorthe Holm Denise Dupont Lene Nielsen Malene Krause Maria Poulsen               |

### Ski acrobatique - Saut H
| Place | Nation      | Athlète            | Notes       |
| ----- | ----------- | ------------------ | ----------- |
| 1er   | Chine       | Xiaopen Han        | 250,770 pts |
| 2e    | Biélorussie | Dmitri Dashchinsky | 248,680 pts |
| 3e    | Russie      | Vladimir Lebedev   | 246,760 pts |
| 4e    | Biélorussie | Alexei Grishin     | 245,180 pts |
| 5e    | Canada      | Kyle Nissen        | 244,910 pts |
| 6e    | Canada      | Warren Shouldice   | 239,700 pts |
| 7e    | États-Unis  | Jeret Peterson     | 237,480 pts |
| 8e    | Biélorussie | Anton Kushnir      | 227,660 pts |

### Patinage artistique - Femmes
| Place | Nation     | Athlète          | Notes  |
| ----- | ---------- | ---------------- | ------ |
| 1er   | Japon      | Shizuka Arakawa  | 191,34 |
| 2e    | États-Unis | Sasha Cohen      | 183,36 |
| 3e    | Russie     | Irina Sloutskaïa | 181,44 |
| 4e    | Japon      | Fumie Suguri     | 175,23 |
| 5e    | Canada     | Joannie Rochette | 167,27 |
| 6e    | États-Unis | Kimmie Meissner  | 167,27 |
| 7e    | États-Unis | Emily Hughes     | 160,87 |
| 8e    | Suisse     | Sarah Meier      | 156,13 |

## Médailles du jour
| Rang | Nations     | Médaille d'or | Médaille d'argent | Médaille de bronze | Total |
| ---- | ----------- | ------------- | ----------------- | ------------------ | ----- |
| 1er  | Suisse      | 1             | 1                 | 0                  | 2     |
| 2e   | Russie      | 1             | 0                 | 2                  | 3     |
| 3e   | Suède       | 1             | 0                 | 0                  | 1     |
| -    | Chine       | 1             | 0                 | 0                  | 1     |
| -    | Japon       | 1             | 0                 | 0                  | 1     |
| 6e   | Allemagne   | 0             | 2                 | 0                  | 2     |
| -    | États-Unis  | 0             | 1                 | 1                  | 2     |
| 8e   | Biélorussie | 0             | 1                 | 0                  | 1     |
| 9e   | France      | 0             | 0                 | 1                  | 1     |
| -    | Canada      | 0             | 0                 | 1                  | 1     |